# Dougang (köpinghuvudort i Kina, Hubei Sheng, lat 31,04, long 113,85)
Dougang (kinesiska: 陡岗镇) är en köpinghuvudort i Kina. Den ligger i provinsen Hubei, i den centrala delen av landet, omkring 65 kilometer nordväst om provinshuvudstaden Wuhan. Antalet invånare är 37 314. Befolkningen består av 18 262 kvinnor och 19 052 män. Barn under 15 år utgör 16,0 %, vuxna 15-64 år 72 %, och äldre över 65 år 10,0 %.
Runt Dougang är det tätbefolkat, med 982 invånare per kvadratkilometer. Närmaste större samhälle är Xiaogan, 14,3 km sydost om Dougang. Trakten runt Dougang består till största delen av jordbruksmark.
Genomsnittlig årsnederbörd är 1 441 millimeter. Den regnigaste månaden är juli, med i genomsnitt 203 mm nederbörd, och den torraste är december, med 19 mm nederbörd.